# 339 Grand Street
339 Grand Street, también 57 Ludlow Street, ubicado en la esquina de Ludlow Street en el vecindario Lower East Side de Manhattan, Nueva York (Estados Unidos). Se completó en a principios de los años 1830 en estilo federal como una de las cinco casas adosadas construidas por John Jacob Astor en una propiedad que compró en 1806. Los primeros inquilinos del edificio fueron varios comerciantes de productos secos . La adición trasera en Ludlow Street se construyó hacia 1855. El frente de la casa ha sido un escaparate desde al menos 1884.
La casa, un raro ejemplo de una casa de estilo federal sobreviviente en Manhattan, es la única de las cinco casas adosadas construidas por Astor que todavía está prácticamente intacta. Presenta "una fachada frontal con ladrillos de unión flamenca, techo de dos aguas y buhardilla ", y la parte trasera conserva su "techo plano, dinteles y vierteaguas de piedra y cornisa ". La casa tiene 3.5 pisos de altura en el frente - tres en la parte trasera - y mide 5 m de ancho.
La casa fue designada como un hito de la ciudad de Nueva York por la Comisión de Preservación de Monumentos Históricos de la Ciudad de Nueva York el 29 de octubre de 2013.